# Paolo Scotti
Paolo Scotti (Rimini, 12 febbraio 1955) è un produttore teatrale, direttore artistico e autore televisivo italiano.

## Biografia
Dopo gli studi di ragioneria e un periodo di impiego in banca, l'interesse crescente per il mondo del teatro lo portò ad avvincinarsi sempre più a quel mondo frequentando seminari sulle tecniche di Eugenio Barba e Jerzy Grotowski. Fondò insieme ad altri amici il "Teatro Tro", gruppo di teatro di base con cui si cimentò come attore nelle piazze e in festival alternativi.
Nel 1981 l'incontro con Roberto Cimetta, all'epoca direttore del Inteatro Festival - Festival di Polverigi, con cui nel 1983 darà vita ad un piccolo teatro nella periferia bolognese, trasformando la palestra di un istituto tecnico in sala teatrale: l'ITC Teatro di San Lazzaro di Savena.
Sul palcoscenico dell'ITC Teatro verranno rappresentate diverse esperienze del teatro di sperimentazione italiano e straniero (tra cui Annibale Ruccello, Tuxedomoon, Impact Theatre, Alfonso Santagata, Claudio Morganti, la Gaia Scienza, Socìetas Raffaello Sanzio) e della nuova generazione di comici italiani (tra cui Paolo Hendel, Lella Costa, Gemelli Ruggeri, Gioele Dix, Maurizio Ferrini, Alessandro Bergonzoni, Vito e Antonio Albanese).
Nel 1985 nasce la "Zanzara d’Oro", un festival/concorso per comici esordienti che porterà alla ribalta alcuni tra protagonisti della scena comica degli anni successivi, tra cui Antonio Albanese, Gene Gnocchi, Daniele Luttazzi, Ennio Marchetto, Fabio De Luigi, Paolo Cevoli e Leonardo Manera. Contemporaneamente Scotti si occupa dell'organizzazione degli spettacoli del Circolo Cesare Pavese a Bologna, con il "Gran Pavese Varietà", presentato da Patrizio Roversi e Syusy Blady. L'esperienza bolognese interessò la Rai e Giovanni Minoli e il Gran Pavese Varietà divenne un programma televisivo di Rai 2. L'esperienza in Rai lo portò successivamente a collaborare alla realizzazione di alcuni programmi televisivi come Lupo solitario, Matrjoska, L'araba fenice con Antonio Ricci su Italia 1 e poi Notte all'Odeon.
Nel 1986 nasce la Pistoia & Scotti Management, l'agenzia che in breve tempo diventerà il punto di riferimento per i giovani comici italiani. Con la nuova società Scotti, insieme a Luisa Pistoia, diventa dal 1988 fino al 1993 l'organizzatore e, in parte, il produttore della rassegna "Bologna Sogna", una sorta di festival estivo nella città felsinea che, presentando spettacoli nelle aree storiche della città, porterà centinaia di migliaia di persone a visitare i musei e i monumenti cittadini godendo poi di grandi serate di spettacolo.
Nel 1989 costituisce ad Ancona, insieme a Velia Papa, Marco Morico e Antonello Pischedda la TEE Teatro Europa Esperimenti che dopo qualche anno diventerà il Teatro Stabile delle Marche.
Nel 1991 rileva la quota maggioritaria del quindicinale Mongolfiera dedicato alla vita e alle attività politiche e culturali di Bologna. Il giornale diventa un settimanale e raccoglie firme di futuro grande successo come Giovanni Egidio, Francesco Freyrie, Fernando Pellerano, Daniele Luttazzi, Valerio Monteventi ... 
Nel 1994 Scotti è il promotore di quello che in breve diventerà uno dei luoghi di culto della musica dal vivo: il Ruvido club di Bologna e nel settembre del 1995 il locale diventa la location di Ruvido Show, un programma di prima serata di Raiuno, che vede protagonisti Gioele Dix, Tita Ruggeri, Ennio Marchetto, Enzo Iacchetti, Giobbe Covatta e tanti altri artisti comici.
Nel 1996 inizia a collaborare con il produttore Bibi Ballandi per il quale cura alcuni importanti progetti televisivi fra i quali, da ricordare particolarmente, la diretta in mondovisione Sulla strada in occasione dell'incontro di Papa Giovanni Paolo II con i giovani a Bologna nel settembre del 1997. Al concerto, ripreso per Raiuno, parteciparono, fra gli altri Bob Dylan, Andrea Bocelli, Michel Petrucciani, Lucio Dalla e Adriano Celentano e la prima serie di "Taratatà", sempre per Raiuno che vedrà coinvolti, fra gli altri, Vasco Rossi, Lionel Richie, Lucio Dalla, Gaetano Curreri, Bruce Springsteen, Madonna e Claudio Baglioni.
Dal 2004 al febbraio 2011 è direttore artistico di Officine Smeraldo, una struttura italiana di gestioni teatrali private, che segue le programmazioni del Teatro Smeraldo, Teatro Ciak e Teatro Nazionale a Milano, Teatro Celebrazioni a Bologna, Teatro Creberg a Bergamo.
Nel 2011 nasce BaGS Entertainment. Raccogliendo le esperienze professionali di Giorgio Barbolini, Antonio Gnecchi Ruscone e Paolo Scotti la società si occupa di produzione, distribuzione e management in tutti i settori dello spettacolo.
Nel settembre del 2011 Scotti viene nominato direttore artistico del Creberg Teatro di Bergamo.
Nella stagione 2013/2014 è il produttore esecutivo, per BaGS Entertainment, dello spettacolo "Cinecittà" con Christian De Sica.
Nell'aprile del 2017 Scotti lascia BaGS entertainment (nel frattempo divenuta WEC spa).
A partire dalla stagione 2017/18 oltre alla direzione artistica del Creberg Teatro Bergamo Scotti assume la medesima carica al Teatro Leonardo di Milano, storica residenza della compagnia Quelli di Grock.
IL 2 Giugno 2021 nasce ill Bar Scintilla in zona città studi a Milano, fra foto ricordi e cocktail d'autore e che diventa, in breve tempo, uno dei luoghi d'incontro più frequentati di Milano da artisti, designer, architetti. giornalisti e scrittori.

## Paolo Scotti e lo sport
In gioventù ha militato nelle giovanili del Bologna Calcio fino ai 16 anni, lasciando per passare poi al basket amatoriale per un amore viscerale per al Fortitudo Pallacanestro. 
Nel 1993 tentò l'acquisizione del Rimini Calcio senza riuscirvi.
Nel 2000 è l'ideatore del film sul primo scudetto della Fortitudo Pallacanestro, ispirato da una frase detta dai suoi figli, "Ho un'Aquila nel cuore".

## Attività teatrale
- 1985 - 1997 la "Zanzara d'Oro Festival per nuovi comici.
- 1983 - 1996 Direzione dell'ITC Teatro San Lazzaro di Savena (Bologna)
- 1989 Codirettore con Velia Papa del Festival Internazionale Inteatro di Polverigi
- 1992-1993 Direttore artistico del Teatro Testoni di Casalecchio di Reno (Bologna).
- 1994-2003 Direttore artistico del Ruvido Club di Bologna
- Dal 1997 Direttore artistico del Teatro Celebrazioni a Bologna.
- Dal 2004 al 2011 Direttore artistico del gruppo Officine Smeraldo, che comprende il Teatro Celebrazioni di Bologna, il Teatro Smeraldo e il Teatro Ciak di Milano, e il Teatro Creberg di Bergamo.
- Dal 2011 al 2023 Direttore artistico del Creberg Teatro di Bergamo
- Dal 2017 al 2019 Responsabile artistico del Teatro Leonardo di Milano
- Dal 2019 è responsabile del booking di Michele Serra per "L'amaca di domani"
- Dal 2021 è responsabile insieme a Retropalco srl del booking di "Casanova OperaPop"

## Programmi televisivi
- Lupo solitario (1987) Varietà comico di Antonio Ricci su Italia 1. Redattore e Casting.
- Matrjoska (1988) Varietà comico di Antonio Ricci in onda su Italia 1. Redattore e Casting
- Una notte all'Odeon (1988) programma di Gregorio Paolini in onda su Odeon TV. Autore con la Gialappa's Band
- Sportacus (1989) in onda su Odeon TV. Produttore
- Banane (1991) in onda su TMC. Produttore
- Ruvido Show (1995) in onda su Rai Uno. Produttore
- La Zanzara d'Oro (1997) Capo-progetto e autore con Daniele Sala e Francesco Freyrie su Rai Uno
- Sulla strada (1997) Capo-progetto e autore con Giampiero Solari, Sergio Bardotti  su Rai Uno
- La notte degli Angeli (1998) Diretta del Capodanno da Assisi in onda su Rai Uno. Autore con Giampiero Solari e Sergio Bardotti
- Voci Libere (1998) Concerto per i 50 anni di Amnesty International. Autore con Giampiero Solari e Paolo Biamonte su Canale 5
- Taratata (1998) Programma televisivo musicale in onda su Rai Uno. Autore insieme a Giampiero Solari, Paolo Biamonte, Alberto Di Risio e Stefano Castellari